# Roger Sarbib
Roger Sarbib foi um pianista francês, responsável pela introdução em Portugal do moderno conceito de "Big Bands" e trabalhou com alguns dos mais importantes nomes da canção francesa como Edith Piaf, Charles Trenet ou Maurice Chevalier. Teve a seu cargo também o Conjunto Roger Sarbib. 
Roger Sarbib participou também na recolha e transcrição de trechos musicais, na obra de etnomusicologia "Danças de Portugal" de Pedro H. de Mello, Rezende Diaz, Roger Sarbib,Livraria Avis, 1965
É pai de André Sarbib pianista de jazz e o irmão mais velho Jean (Saheb) Sarbib contrabaixista, personagem importante na vanguarda jazzistica nova-iorquina nos anos 70 e 80. 